# Codonopsis
Codonopsis är ett släkte av klockväxter. Codonopsis ingår i familjen klockväxter.

## Bildgalleri

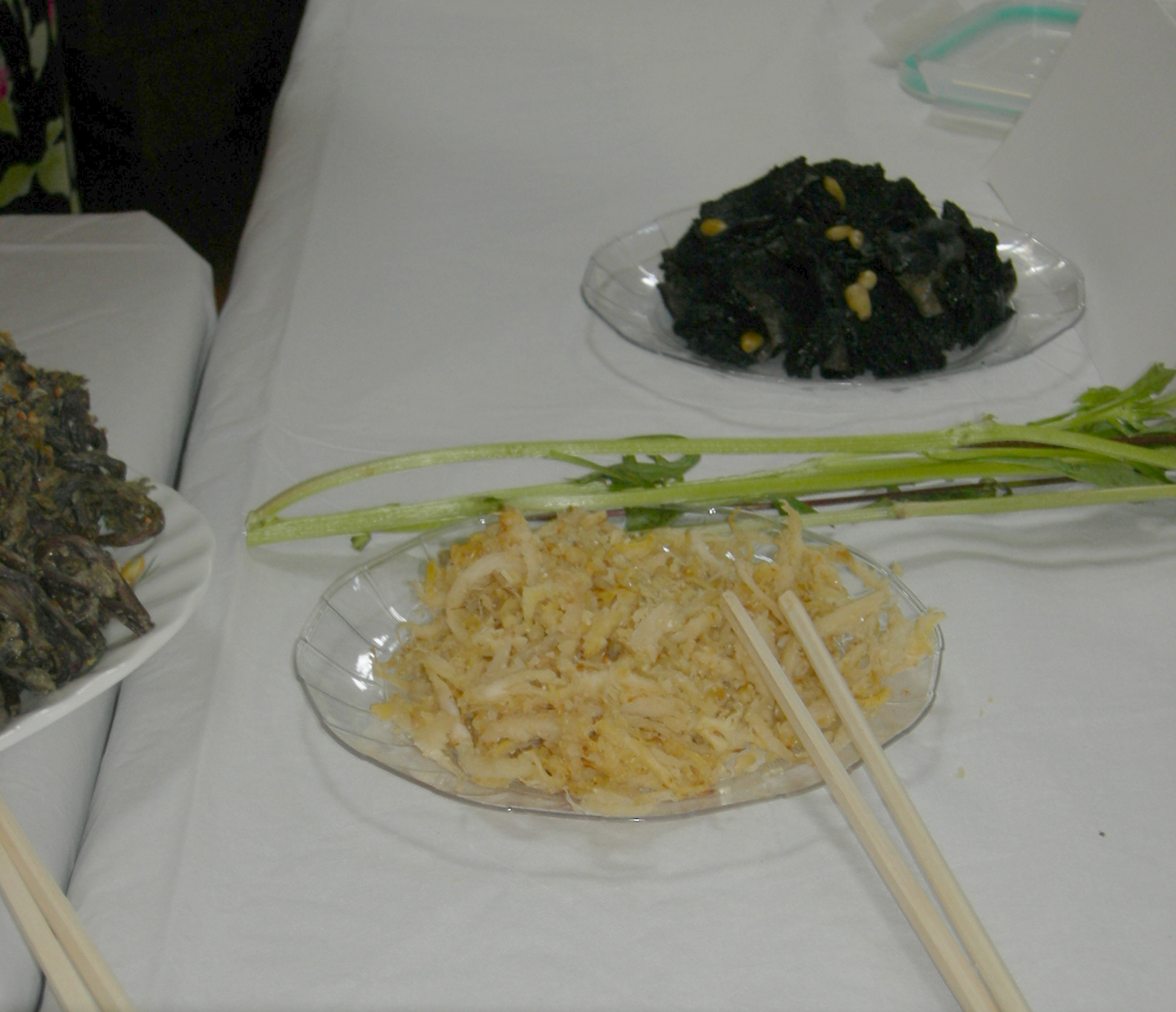
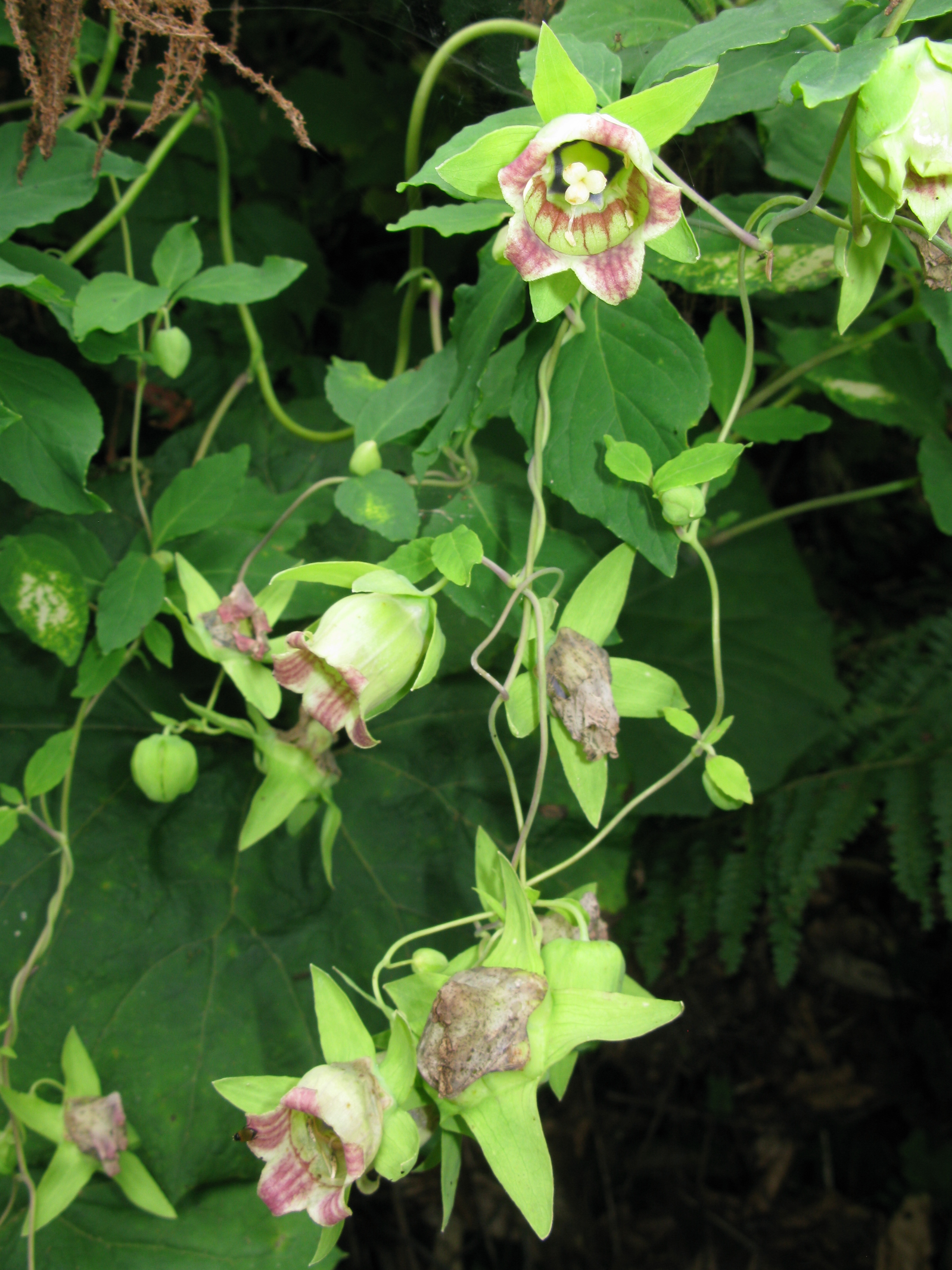
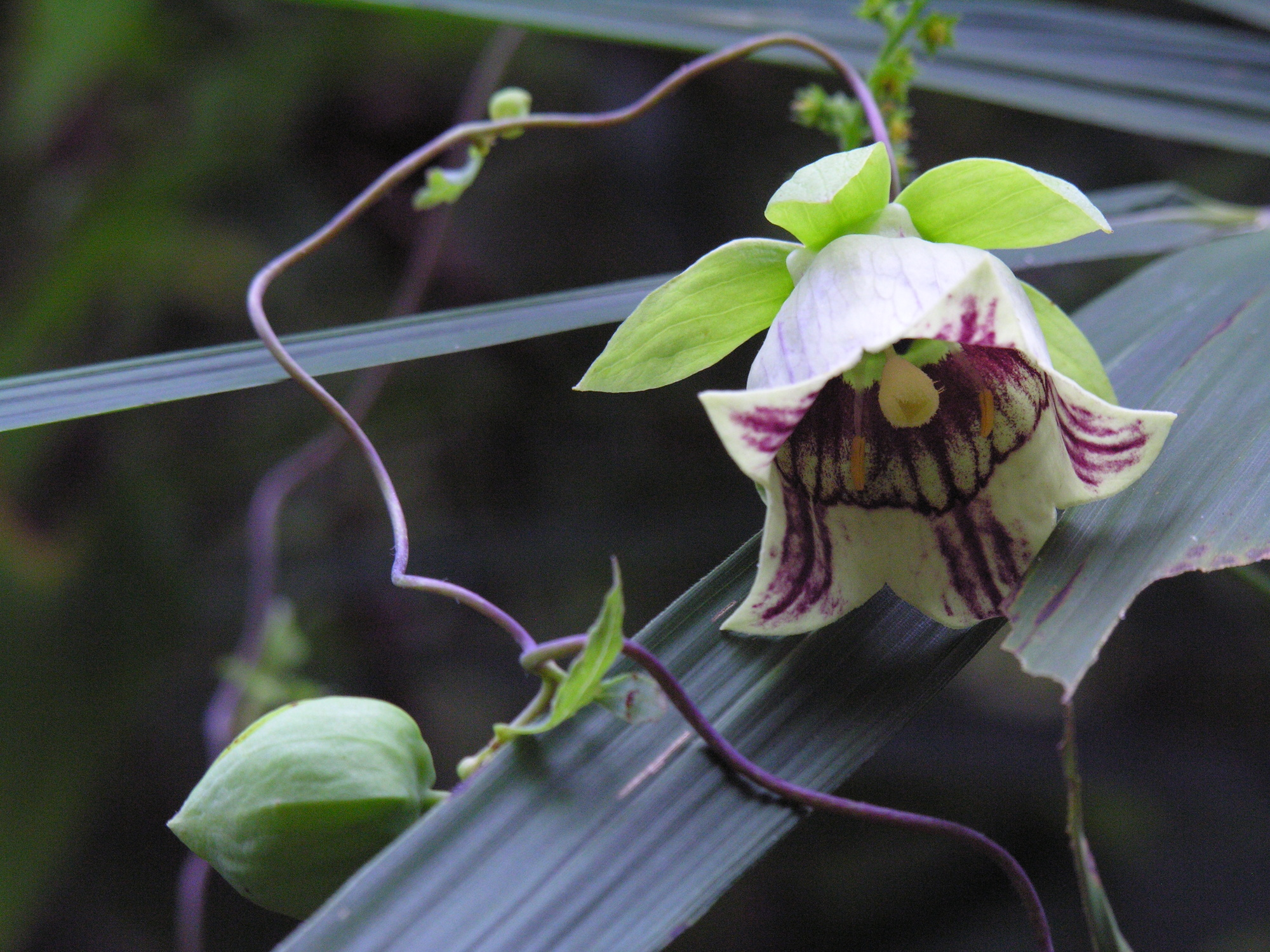
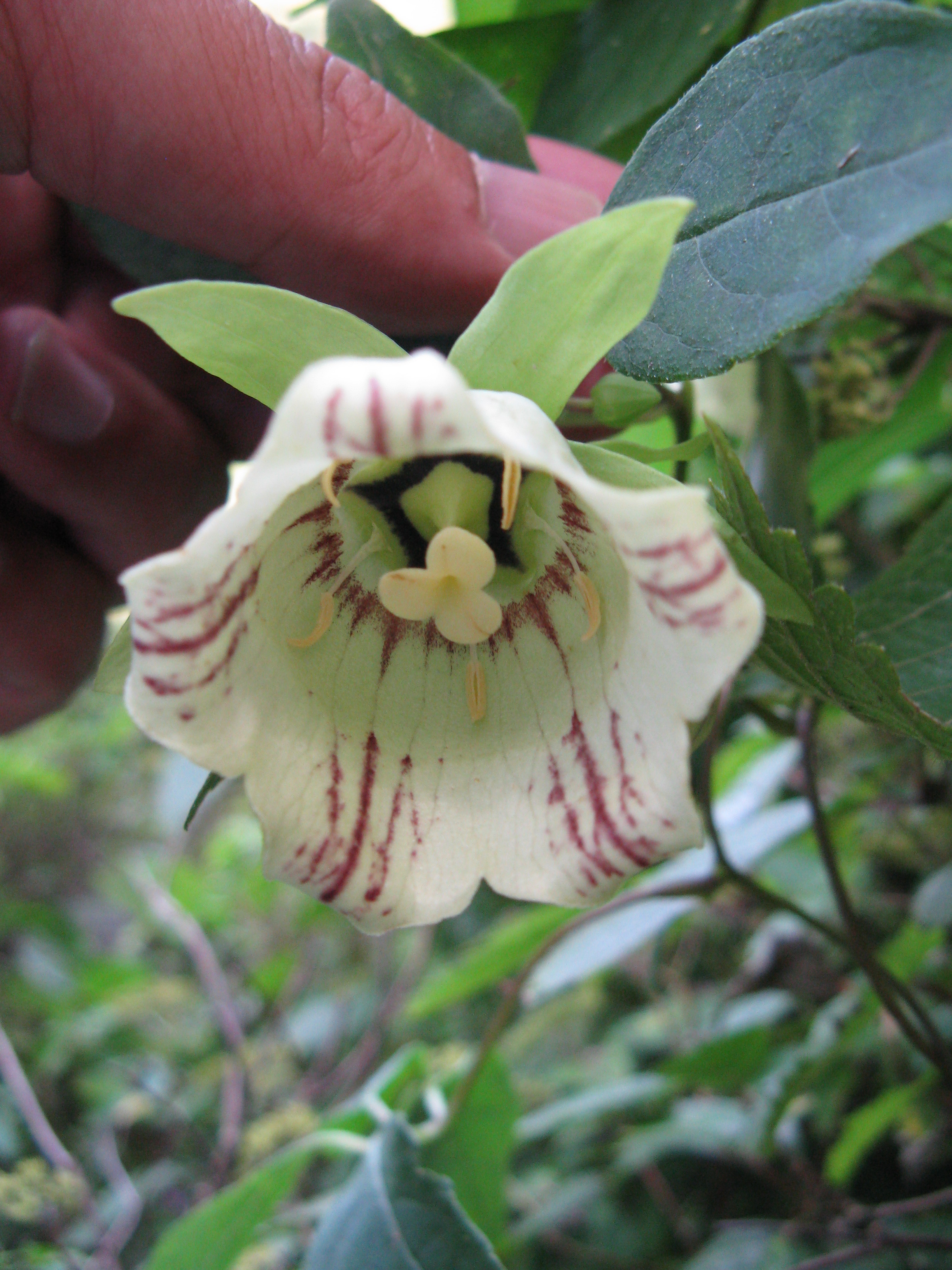
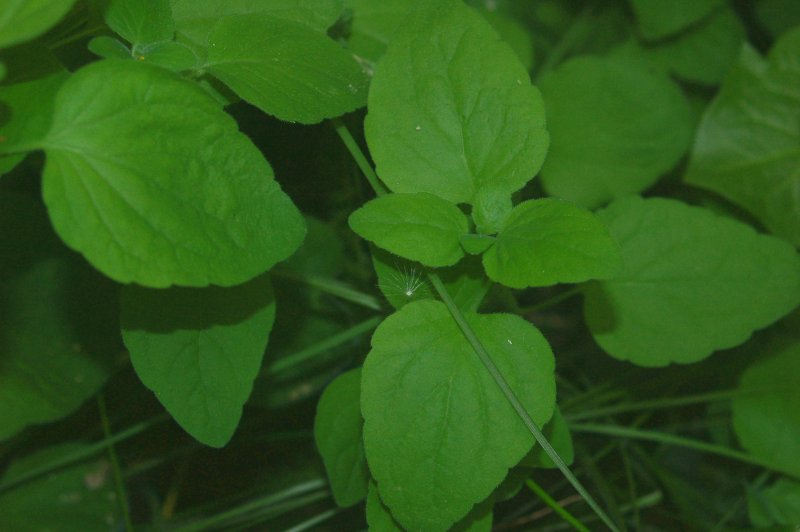

## Dottertaxa tillCodonopsis, i alfabetisk ordning[1]
- Codonopsis affinis
- Codonopsis alpina
- Codonopsis argentea
- Codonopsis benthamii
- Codonopsis bhutanica
- Codonopsis bragaensis
- Codonopsis bulleyana
- Codonopsis canescens
- Codonopsis cardiophylla
- Codonopsis chimiliensis
- Codonopsis chlorocodon
- Codonopsis clematidea
- Codonopsis convolvulacea
- Codonopsis cordifolioidea
- Codonopsis deltoidea
- Codonopsis dicentrifolia
- Codonopsis efilamentosa
- Codonopsis farreri
- Codonopsis foetens
- Codonopsis gombalana
- Codonopsis gracilis
- Codonopsis grey-wilsonii
- Codonopsis henryi
- Codonopsis hongii
- Codonopsis inflata
- Codonopsis javanica
- Codonopsis kawakamii
- Codonopsis lanceolata
- Codonopsis levicalyx
- Codonopsis limprichtii
- Codonopsis macrophylla
- Codonopsis meleagris
- Codonopsis micrantha
- Codonopsis minima
- Codonopsis nepalensis
- Codonopsis nervosa
- Codonopsis ovata
- Codonopsis pianmaensis
- Codonopsis pilosula
- Codonopsis purpurea
- Codonopsis rosulata
- Codonopsis rotundifolia
- Codonopsis subglobosa
- Codonopsis subscaposa
- Codonopsis subsimplex
- Codonopsis tangshen
- Codonopsis thalictrifolia
- Codonopsis tsinlingensis
- Codonopsis tubulosa
- Codonopsis ussuriensis
- Codonopsis vinciflora
- Codonopsis viridiflora
- Codonopsis viridis